# 霍夫利 (加利福尼亞州)
霍夫利（英語：Hovley）是位於美國加利福尼亞州因皮里爾縣的一個非建制地區。該地的面積和人口皆未知。

## 地理
霍夫利的座標為33°00′09″N 115°31′18″W / 33.00250°N 115.52167°W，而該地的平均海拔高度為-42米（即-138英尺）。